# Чичен Ица
Чичен Ица (шп. Chichén Itzá) је велико археолошко налазиште на Јукатану у Мексику из доба цивилизације Маја. УНЕСКО га је прогласио светском баштином, а 7. јула 2007. године проглашен је за једно од нових седам светских чуда.
Од средине класичног периода, тј од око 600. године Чичен Ица је била велики град, достигавши свој врхунац, након што су већ пропали центри Маја у централним низијама на југу.
Чичен Ица је једно од најпосећенијих археолошких локација у Мексику са преко 2,6 милиона туриста 2017. године.

## Историја
Чичен Ица на језику Маја значи „На извору Ица (народа)".
Јукатан није имао надземних река, а Чичен Ица је имала три велика природна извора са обиљем воде. То је омогућило да Чичен Ица постане природни центар за становништво. Често су бацали предмете као жртве тим изворима, а у очајним сушним временима по предању бацале су се и људске жртве.
Чичен Ица је била главни центар око 600. средином класичног Маја периода, али град достиже највећу моћ тек кад су пропали остали центри Маја на централним низијама на југу. До 987. толтечки краљ је стигао са војском из средишњег Мексика и Чичем Ица је постала главни град. Уметност и архитектура тога периода показују мешавину маја и толтечких стилова.
Дошло је до побуна и грађанског рата 1221, па Чичен Ица престаје бити центар, а власт над Јукатаном помера се у Мајапан. Место није никад напуштено, али опао је број становника и нису се више градиле велике грађевине. Шпански конкистадор Франциско де Монтејо је заузео 1531. Чичен Ицу и намеравао је да је учини центром Јукатана. После неколико месеци уследила је побуна Маја, па су отерали Монтеја из Чичен Ице.

## Велика степенаста пирамида -Ел Кастиљо
Центром Чичен Ице доминира велика степенаста пирамида, коју су Маје звале храм Кукулкан (то је било име за Квецалкоатла). Често се назива Ел Каситиљо (замак на шпанском). Велика перната змија се спушта северним степеништем пирамиде. Захваљујући археолозима, нађен је тунел, којим се може ући у пирамиду унутар пирамиде. То је била честа пракса, да се све већи и већи храмови граде на старијим. Унутрашња пирамида је грађена по лунарном календару, а спољна по соларном. Маје су на самом врху приносиле жртве Пернатој Змији

## Храм ратника
Храм ратника је изграђен као копија храма у толтечком центру Тула, али Маје су саградиле већи од оригиналног. То је била камена грађевина на степенастој пирамиди. Ступови унутра су били изрезбарени да личе на ратнике. На врху степеништа, које је водило улазу у храм је један тип кипа.
Близу ратника налази се велики трг окружен ступцима.

## Игралиште лоптом
Нађено је 7 игралишта, за играње лоптом од сировог каучука. Једно игралиште има димензије 166 метара са 68 метара и представља највеће старо игралиште у средњој Америци. Та игралишта су била акустички јако добро решена.

## Опсерваторија
Поседовали су опсерваторију, која је у новије време прозвана Ел Каракол (пуж, шкољка). Намештена је била да осматрају месечеве деклинације и друге астрономске догађаје. Користили су сене унутар просторија, да процене кад ће бити солстициј. Око рубова опсерваторије биле су велике посуде са водом. Посматрали би рефлексију звезда на води.